# Spoorlijn Hamburg-Altona Kai - Hamburg-Altona
De spoorlijn Hamburg-Altona Kai - Hamburg-Altona was een Duitse spoorlijn in Hamburg en was als spoorlijn 1222 onder beheer van DB Netze.

## Geschiedenis

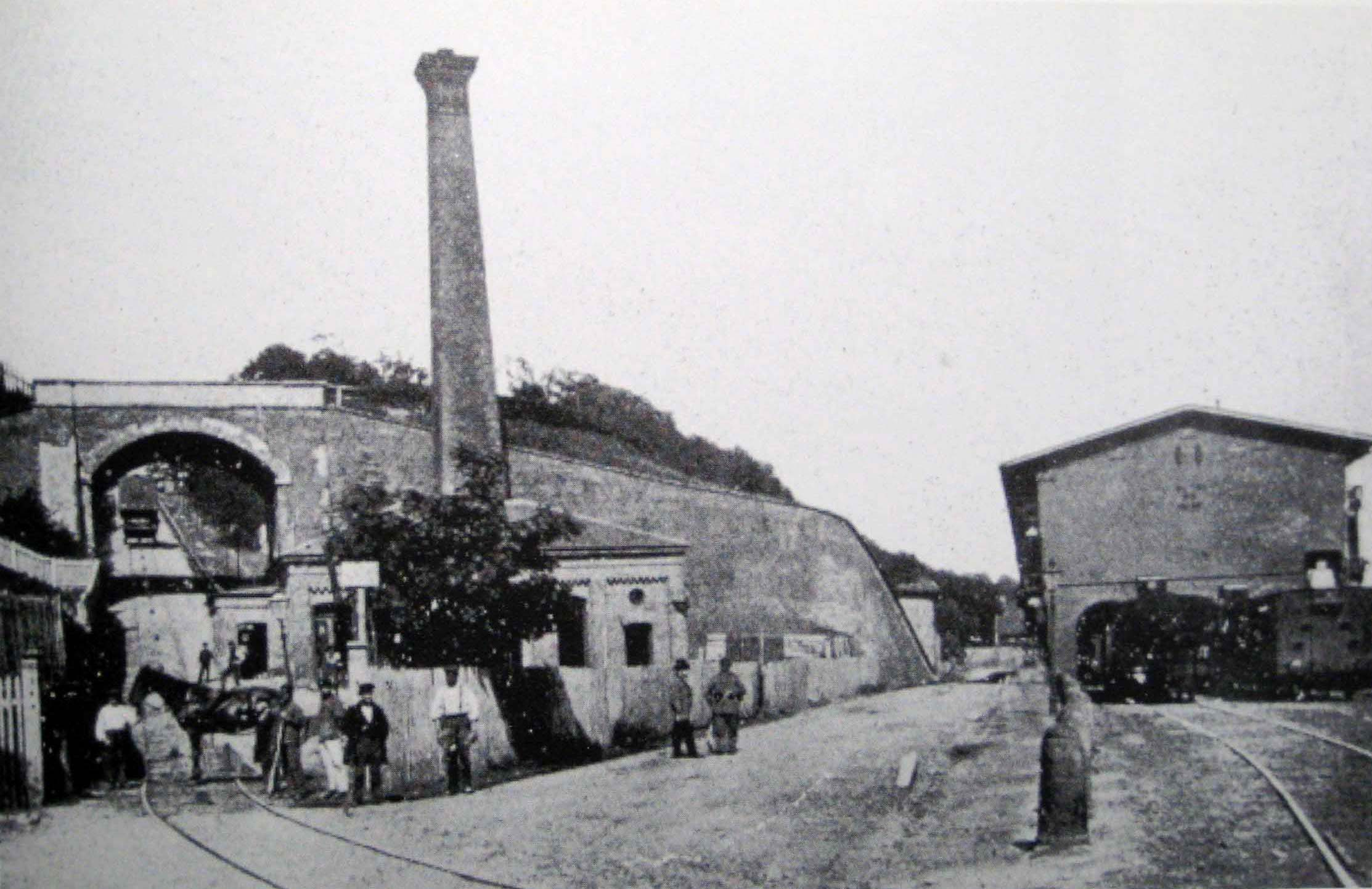
Vervoer van wagons over het hellend vlak in 1849

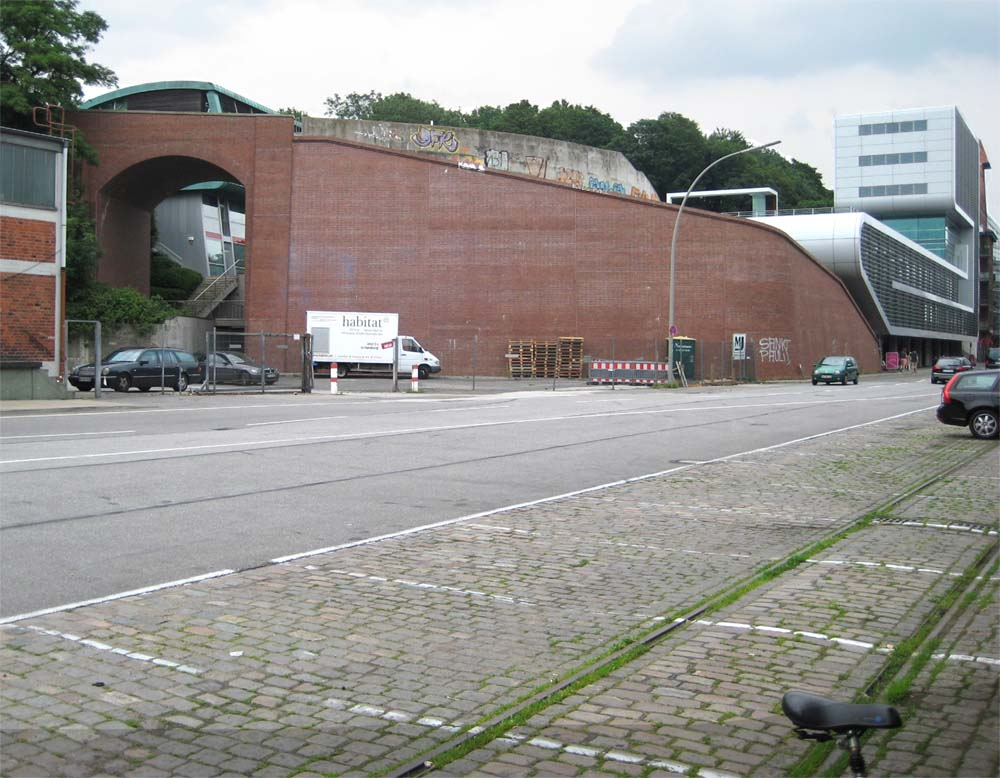
Situatie in 2012

Het traject werd door de Altona-Kieler Eisenbahn-Gesellschaft geopend in 1845 waarmee het de eerste havenspoorlijn in Duitsland was. Een probleem bij het overzetten van goederenwagens was het grote hoogteverschil tussen het hoger gelegen station van Altona en de lager gelegen kades. Dit werd opgelost door de wegens over een hellend vlak van 15% in eerste instantie met paarden laten door een stoommachine met kabels te verplaatsen. Door de goederenwagens op bokken te zetten konden ze horizontaal verplaatst worden. Dit hellend vlak heeft dienstgedaan tot 1879.
Om het vervoer te kunnen uitbreiden werd op 18 januari 1876 de Schellfischtunnel geopend, hiermee werd het stijgingspercentage aanzienlijk verminderd en konden voortaan locomotieven ingezet worden voor het vervoer. Bij de bouw van het nieuwe station van Altona in 1895 werd de tunnel van 395 tot 961 meter verlengd. In de jaren 50 volgde nogmaals een verlenging van 12 meter.
Omdat in 1978 de lijn voor de Deutsche Bahn niet meer rendabel is neemt de stad Hamburg deze over.  Tot 1992 vindt er sporadisch goederenvervoer plaats, daarna wordt de lijn gesloten.

## Aansluitingen
In de volgende plaatsen is of was er een aansluiting op de volgende spoorlijnen:
Hamburg-Altona Kai
DB 1223, spoorlijn tussen Hamburg-Altona Kai en Hamburg Fischereihafen
Hamburg-Altona
DB 1220, spoorlijn tussen Hamburg-Altona en Kiel
DB 1224, spoorlijn tussen Hamburg-Altona en Hamburg-Blankenese
DB 1231, spoorlijn tussen Hamburg-Altona en Hamburg-Langenfelde
DB 1240, spoorlijn tussen Hamburg Hauptbahnhof en Hamburg-Altona
DB 1270, spoorlijn tussen Hamburg Hauptbahnhof en Hamburg Diebsteich
DB 6100, spoorlijn tussen Berlijn en Hamburg

## Elektrificatie
Tussen 1911 en 1932 was de tunnel geëlektrificeerd met een wisselspanning van 3.000 volt 25 Hz. In 1932 werd de spanning verhoogd naar 6,3 kV, gelijk aan de spanning op het net van de Hamburg-Altonaer Stadt- und Vorortbahn.